# Corps Borussia Berlin

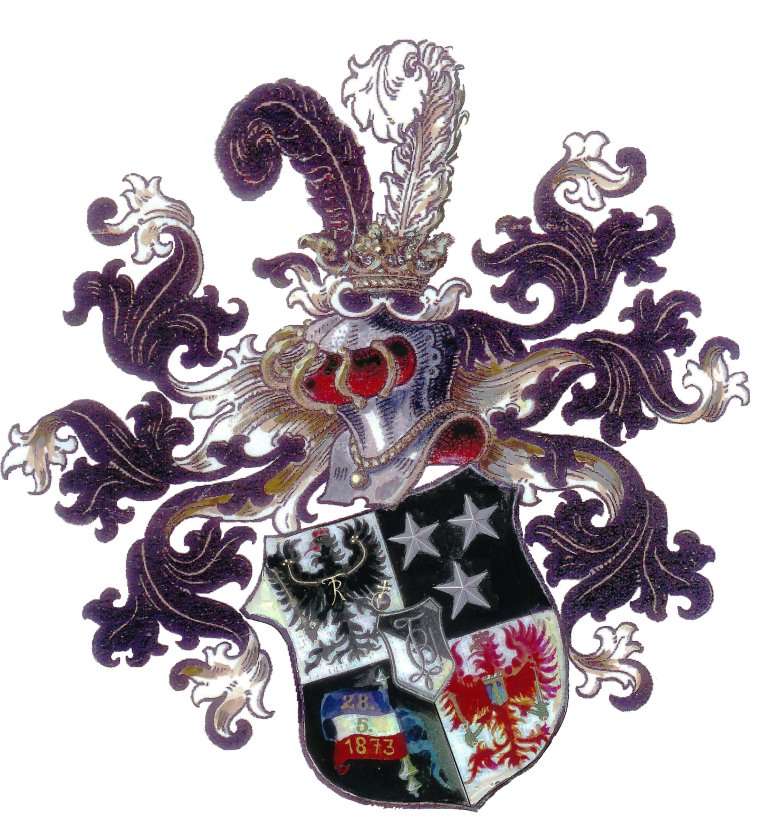
Wappen

Das Corps Borussia Berlin ist eine Studentenverbindung im Berliner Senioren-Convent (KSCV). Die Berliner Preußen  sind Studenten und Alumni der Berliner Hochschulen.

## Couleur und Wahlspruch
Wie jedes Kösener Corps steht Borussia Berlin zu Mensur und Couleur. Borussia führt die Hohenzollernfarben schwarz-weiß mit silberner Perkussion; das Band ist überbreit. Die Studentenmütze ist schwarz. Die Füchse tragen die Farben weiß-schwarz-weiß mit silberner Perkussion; das Fuchsband ist von normaler Breite. Aufgrund enger persönlicher Verbindungen zu Wilhelm I. durfte Borussia Berlin als einzige Korporation sowohl den schwarzen preußischen als auch den roten märkischen Adler im Studentenwappen führen. Der Wahlspruch des Corps ist Nec temere nec timide!

## Geschichte

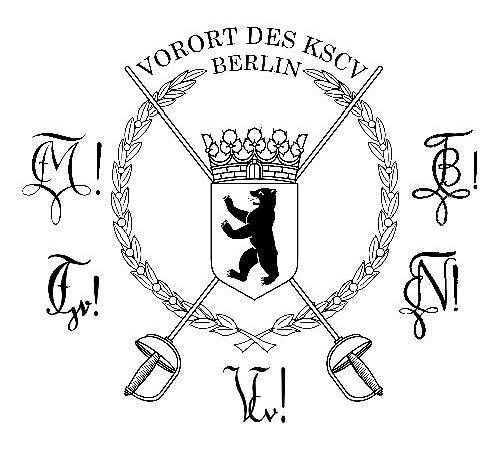
Vorort Berlin (2013)

Gestiftet wurde das Corps Borussia Berlin am 28. Mai 1873 unter dem Namen Corps Rhenania Berlin mit den Farben hellblau-weiß-rot. Es ist der Nachfolger des 1866 gegründeten Vereins jüngerer Künstler Roma, zu dessen Mitgliedern die Bildhauer Moritz Castan, Richard Anders und August Volz; die Landschaftsmaler Julius Bodenstein und Colmar Schmidt sowie der Porträtmaler Eugen Fridrich gehörten. Rhenania trat in ein befreundetes Verhältnis mit dem Corps Baltia Königsberg. Für den SC zu Leipzig war Max Robert Hein 1875 Vorsitzender des Kösener Congresses.
Aufgrund eines Pistolenduells wurde das Corps Rhenania am 9. Dezember 1882 von der Universität suspendiert. Schon am selben Tag wurde dafür „Borussia“ mit den Farben schwarz-weiß-hellblau gestiftet. Borussia verzichtete am 5. Juli 1887 auf eine Rekonstitution der Rhenania und änderte die Farben in schwarz-weiß mit silberner Perkussion. Am 28. April 1898 nahm Borussia die Aktiven der Landsmannschaft „Palaiomarchia“ auf, die wegen der Krise im Coburger Landsmannschafter-Convent ausgetreten waren.
Durch eine Verfügung des Kreisleiters der Deutschen Studentenschaft wurde Borussia mit 46 anderen Korporationen am 29. März 1934 aufgelöst; die Auflösung wurde auf Beschwerde hin aber schon am 5. April 1934 wieder aufgehoben. Nach der Auflösung des HKSCV am 28. September 1935 suspendierte Borussia am 17. April 1936. Ab 1938 betreute sie mit den anderen Kösener Corps in Berlin die SC-Kameradschaft mit dem vorläufigen Namen „von Zweydorff“.
Mit Wilhelm Wölfing segelte Erich Volz auf der Ettsi IV die Ozean-Wettfahrt Bermuda-Cuxhaven 1936 unter der Flagge der Wassersportlichen Vereinigung Alter Corpsstudenten.
Borussias Altherrenverein wurde am 24. März 1951 reaktiviert. Am 26. Januar 1952 rekonstituierten die Alten Herren Fritz Scherner I, Hans Helmut Lohkamp, Heinz-Theodor Barthold und Herbert Franke das Corps im KSCV. Wie 1962 war Borussia 2012/13 präsidierendes Vorortcorps des KSCV.

## Corpshäuser

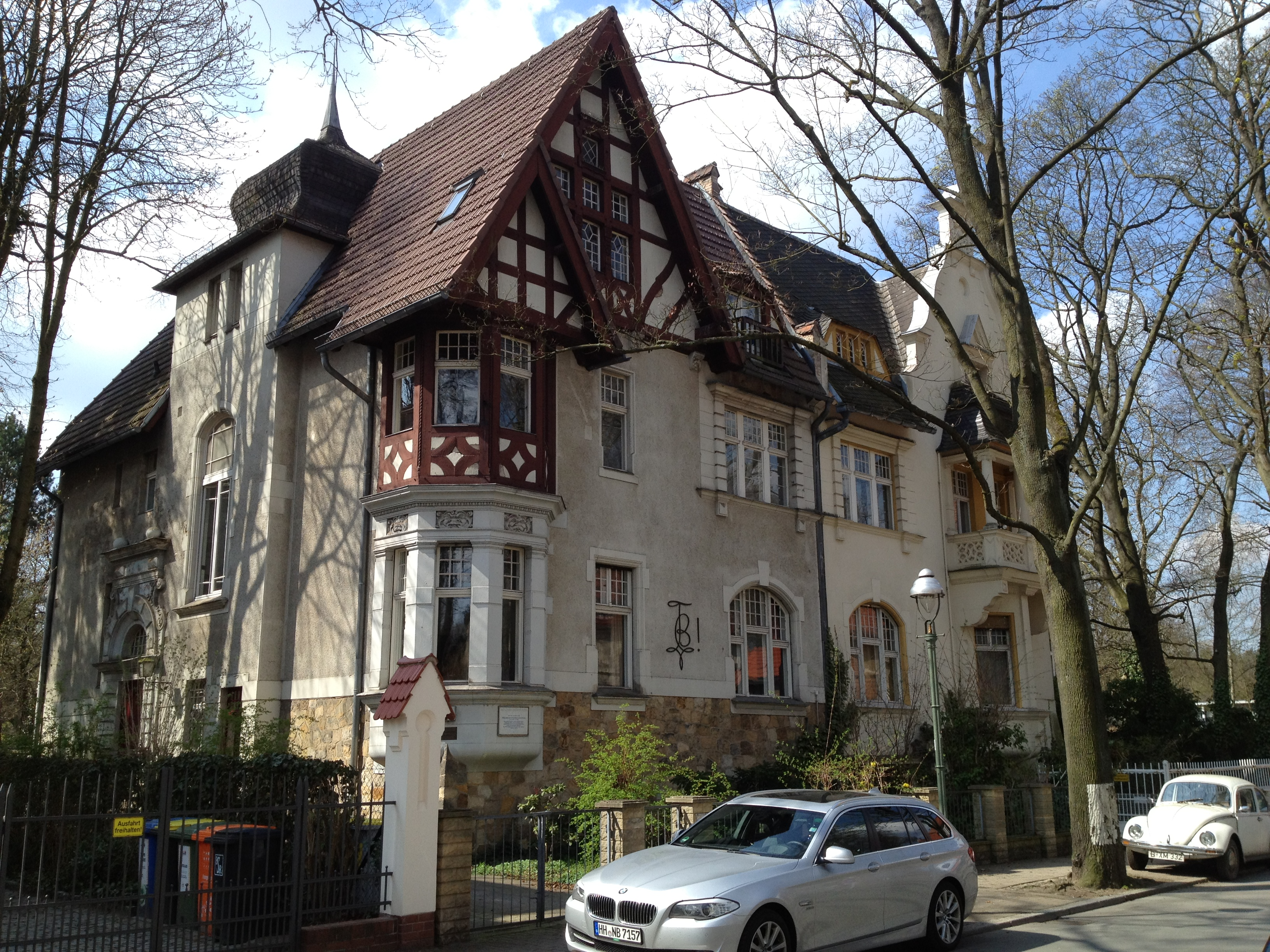
Corpshaus in Grunewald

Im Sommersemester 1892 wurde erstmals ein eigenes Corpshaus bezogen. Es war das Hotel Kronprinz in der Luisenstraße 30. Es folgten mehrere Umzüge in Häuser in der Linienstr. 107/108, der Detmolder Str. 12 in Wilmersdorf (1912), der Thielallee 20 und letztlich das Haus in der Douglasstraße 22 in Grunewald.

## Verhältniscorps
Das Corps Borussia unterhält Kartellbeziehungen zu Franconia Würzburg, Bavaria Erlangen, Makaria München und Schacht Leoben. Darüber hinaus unterhält es mit Athesia in Innsbruck ein Freundschaftsverhältnis. Es wird daher mit dem Süddeutschen Kartell assoziiert. Mit Littuania in Königsberg wurde bis zu ihrer Suspension (1936) ein befreundetes Verhältnis gepflegt.

## Mitglieder
- Richard Anders (1853–1917), Bildhauer
- Kurt Bingel (1906–1966), Virologe
- Julius Bodenstein (1847–1932), Landschaftsmaler und Kunstsammler
- Max Breitung (1852–1921), Professor der Medizin und Schriftsteller
- Otto Eckart (1936–2016), Lebensmittelunternehmer, Stifter
- Friedrich von Gottl-Ottlilienfeld (1868–1958), Staatswissenschaftler und Nationalökonom
- Hans-Albrecht Herzner (1907–1942), Abwehroffizier
- Werner Kogge (1887–1973), Landrat in Greifswald (Fischerteppiche)
- Friedrich Ernst Freiherr von Langen (1860–1935), Rittergutsbesitzer und Reichstagsabgeordneter
- Walther Rimarski (1874–1963), Präsident der Chemisch-Technischen Reichsanstalt
- Klaus Robock (1931–1991), Physiker
- Gerhard Schmatz (1929–2005), Notar, Extrem-Bergsteiger
- Julius von Schütz (1853–1910), Ingenieur im Stahlbau (Gruson, Krupp)
- Hans-Joachim Schulz-Merkel (1913–2000), Sanitätsoffizier und Medizinalbeamter
- Arthur Thiele (1871–1961), Industriemanager
- August Volz (1851–1926), Bildhauer
- Oskar Zeller (1863–1949), Chirurg